# Суриндинский сельсовет
Суриндинский сельсовет — административно-территориальная единица, выделявшаяся в составе Байкитского района Эвенкийского автономного округа Красноярского края.

## История
Суриндинский сельсовет был выделен из Байкитского в 1975 году.
1 января 1992 года сельсовет был упразднён и была образована Суриндинская сельская администрация.
Законом Эвенкийского автономного округа от 07.10.1997 № 63 вместо упразднённого Суриндинского сельсовета была утверждена территориальная единица сельское поселение село (с 2002 года посёлок) Суринда.
В 2010 году были приняты Закон об административно-территориальном устройстве и реестр административно-территориальных единиц и территориальных единиц Красноярского края, согласно которым посёлок Суринда непосредственно вошёл в состав Эвенкийского района как административно-территориальной единицы с особым статусом.
Сельсовет выделялся как единица статистического подсчёта до 2002 года.
В ОКАТО сельсовет как объект административно-территориального устройства выделялся до 2011 года.

## Состав
| № | Населённый пункт | Тип населённого пункта          | Население |
| - | ---------------- | ------------------------------- | --------- |
| 1 | Суринда          | посёлок, административный центр | ↘329      |